# José Montilla
José Montilla Aguilera (Iznájar, 15 de janeiro de 1955) é um político catalão, atualmente senador espanhol. Foi prefeito (presidente da câmara) de Cornellà de Llobregat, presidente da Deputação de Barcelona, ministro de Indústria, Turismo e Comércio da Governação Espanhola e foi presidente da Generalidade da Catalunha de 2006 até 2010.